# Teresa Żarnowerówna
Teresa Żarnower (Zarnowerowna) (1897, Varsovia - 30 de abril de 1949, Nueva York) fue una escultora, artista gráfica, diseñadora y arquitecta polaca.

## Biografía
Teresa Żarnower nació en Varsovia entre 1895 o 1897 (las fuentes no concuerdan) en una familia judía polonizada (asimilada). Tuvo un hermano David.
Entre los años de 1915 a 1920, estudió en la Escuela Central de Bellas Artes, y en el estudio de Edward Wittig. Colaboró con Mieczyslaw Szczuka. Ellos se mostraron juntos en 1923 en la Exposición de Arte Nuevo Vilnius y en la Galería de Berlín "Der Sturm". Fue cofundadora de "Blok" y pertenecía al comité de redacción de esa revista. En 1926, participó en la Exposición Internacional de Arte Moderno de Bucarest y en la Exposición Internacional de Arquitectura en Varsovia. Después de la muerte de Mieczyslaw Szczuka, dirigió la revista.
A finales de 1937 abandonó Polonia, primero fue a París. Allí vivió mal por la falta de fondos. Para la Segunda Guerra Mundial se impulsó hacia una nueva acción. Se dedicó a una labor oficial de la Oficina de Información y Documentación Ministerial: propaganda del gobierno polaco en el exilio. Ella llevaba a cabo la confección de carteles de propaganda, ninguno de las cuales se conserva. Salió de Francia con una ola de refugiados polacos después de la rendición. Se filtró a España, luego a Portugal. Después de 14 meses, recibió una visa para Estados Unidos, donde fue en 1941, pero las autoridades estadounidenses le denegaron el derecho de residencia y los siguientes 17 meses los pasó en Canadá. Allí trabajó en fotomontajes artísticos. Los últimos años de la vida pasaron en Estados Unidos. Probablemente se suicidó debido a las difíciles condiciones de vida.
Su trabajo fue creado bajo la influencia del constructivismo. Ella creó esculturas, gráficos, fotomontajes, carteles.

## Arte político y vistas
Żarnowerówna tenía orientación de izquierda, y muchos de sus carteles, diseños de impresión, y fotomontajes eran una mezcla de propaganda política y arte de vanguardia. A través de su hermano David, médico y ferviente miembro del Partido Comunista polaco, familiarizado con la ideología marxista y se involucró en los movimientos revolucionarios que tuvieron lugar durante el período de entreguerras.
Durante su estancia en los EE. UU., hizo una exposición sola, llamada 16 Gouaches, en la Peggy Guggenheim de Galería Arte de Esta Centuria en 1946. Esta exposición particular fue parcialmente reconstruida recientemente por el Museo de Arte de Lodz Poco después participó en la exposición inaugural del Museo Judío de Nueva York  en 1947.

## Algunas publicaciones
- . 2013.

## Honores

### Membresías
- Asociación de Arquitectos de Polonia,
- Cámara de Arquitectos de Polonia